# Étienne-Jean Delécluze

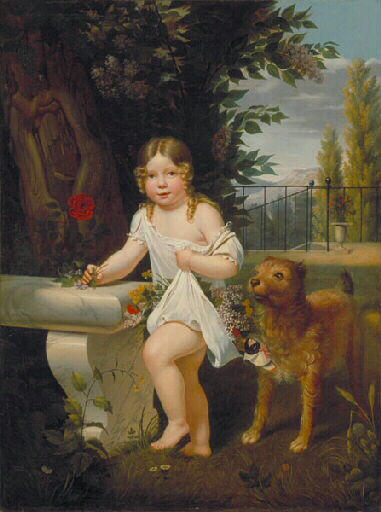
Li ho colti per mio papà, 1818.

Étienne-Jean Delécluze (1781-1863) fue un pintor y crítico de arte francés. 
Desde 1797 fue alumno de Jacques-Louis David, como escribe en sus memorias. Como uno de los alumnos favoritos de su maestro, fue invitado a su última cena en Francia antes de marchar a Bruselas en 1816.
Fue pintor histórico, pero se conserva poco de él. En 1822 se hizo crítico del periódico conservador Journal des débats.
Su libro Louis David, son école et son temps (París, 1855) fue bastante controvertido por motivos políticos y tuvo que reescribirlo para mantener una buena reputación.
- Wikimedia Commons alberga una categoría multimedia sobre Étienne-Jean Delécluze.

- Datos: Q289177
- Multimedia: Étienne-Jean Delécluze / Q289177